# 1992 a tudományban
1992 a tudományban és a technikában.

## Fizika
- május. – Megkezdte működését a németországi HERA elektron-proton gyorsítógyűrű a DESY gyorsító szomszédságában.

## Orvostudomány
- január 3. – Végrehajtják az első magyarországi szívátültetést Pécsett a Szív- és Érsebészeti Klinikán Szabó Zoltán professzor vezetésével.
- március 24. – A Pennsylvania Állami Egyetem kutatói külső vezetékektől mentes, mechanikus mesterséges szívet ültetnek be egy borjúba. Az addigi módszerekkel szemben az volt e megoldás előnye, hogy az állat szabadon mozoghatott és a testére szerelt villanytelepből kapta az áramot a szerkezet. Egyetlen huzal vezetett ki testéből jelentősen csökkentve a fertőzés veszélyét. Mégis fertőzés miatt múlt ki 118 nappal a műtét után.
- október 29. – A Food and Drug Administration bejegyzi a Depo Provera fogamzásgátlót.

## Számítástechnika
- március 6. – A Michelangelo számítógép-vírus kibocsátása.
- december 3-án – küldte el mobiltelefonjáról Neil Papworth brit mérnök az első rövid szöveges üzenetet, röviden SMS-t, a távközlés egyik történelmi lépéseként.

## Technika
- június 16. – Megteszi első útját a japán Yamato-1 elektromágneses, vízsugárhajtású hajó. A hajtómű részét képezik szupravezető elektromágnesek is.

## Űrkutatás
- május 14. – Műholdmentést hajtanak végre az űrben: az Endeavour űrrepülőgépbe beemelik az Intelsat-17 híradástechnikai műholdat.
- szeptember 25. – Útjára indítják a Mars Observert, amivel egy évvel később megszakad a kapcsolat.

## Díjak
- Nobel-díj
  - Fizikai Nobel-díj: Georges Charpak (Franciaország) „részecskedetektorok ki- és továbbfejlesztéséért, különös tekintettel a többszálas proprocionális kamrára (1968)”
  - Kémiai Nobel-díj: Rudolph A. Marcus „az elektronátadó reakciókról a kémiai rendszerekben elméletéért”
  - Fiziológiai és orvostudományi Nobel-díj: Edmond H. Fischer, Edwin G. Krebs megosztva „a megfordítható fehérjefoszforiláció felfedezéséért”
- Turing-díj: Butler Lampson
- Wollaston-érem a geológiáért: Martin Harold Phillips Bott

## Halálozások
- január 1. – Grace Hopper amerikai matematikus, a számítástudomány egyik úttörője (* 1906)
- március 22. – Arthur John Cronquist amerikai botanikus (* 1919)
- április 6. – Isaac Asimov orosz származású amerikai biokémikus és sci-fi-író (* 1920)
- április 8. – Daniel Bovet svájci születésű gyógyszerész, orvosi Nobel-díjas (* 1907)
- április 10. – Peter D. Mitchell Nobel-díjas brit kémikus (* 1920).
- szeptember 2. – Barbara McClintock amerikai genetikus, orvosi Nobel-díjas (* 1902)
- október 4. – Bay Zoltán magyar származású atomfizikus (* 1900).
- október 21. – Barta György magyar geofizikus, egyetemi tanár, akadémikus (* 1915)
- október 27. – David Bohm az Amerikai Egyesült Államokan született angol kvantumfizikus (* 1917)
- december 26. – Kemény János matematikus, számítástechnikus (* 1926)